# Les Maia
Os Maias, traduit en français sous le titre Une famille portugaise (1956) et réédité plusieurs fois sous le titre Les Maia à partir de 1971, et sous-titré Épisódios da vida romântica (Épisodes de la vie romantique) est un roman de l'écrivain portugais Eça de Queiroz. Sommet de l'œuvre de l'écrivain portugais, fresque naturaliste comparée à Zola, saga familiale rappelant Les Buddenbrook de Thomas Mann et la Saga des Forsyte de John Galsworthy, peinture de mœurs dans l'esprit de Flaubert, Les Maia content une passion scandaleuse dans la société bourgeoise du Lisbonne des années 1870, avec tendresse autant qu'ironie.

## Genèse
Eça de Queiroz conçoit le projet des Maia comme une nouvelle au sein d'un cycle intitulé Scènes de la vie réelle : le titre Os Maias apparaît en 1878 comme le douzième épisode de ce cycle. Le projet devient ensuite un roman indépendant, et le Diário de Portugal, dirigé par un ami de l'auteur, Lourenço Maleiro, en annonce la publication comme feuilleton en 1880. Puis la « Tipografia Lallemant », imprimerie lisboète, commence une publication en volume, et tire 272 pages à 5 000 exemplaires. Celles-ci sont rachetées en 1883 par la librairie Chardron de Porto, qui achève l'impression. Mais celle-ci doit attendre encore : Eça ne termine les Maia qu'en 1888, date de la parution en librairie. 

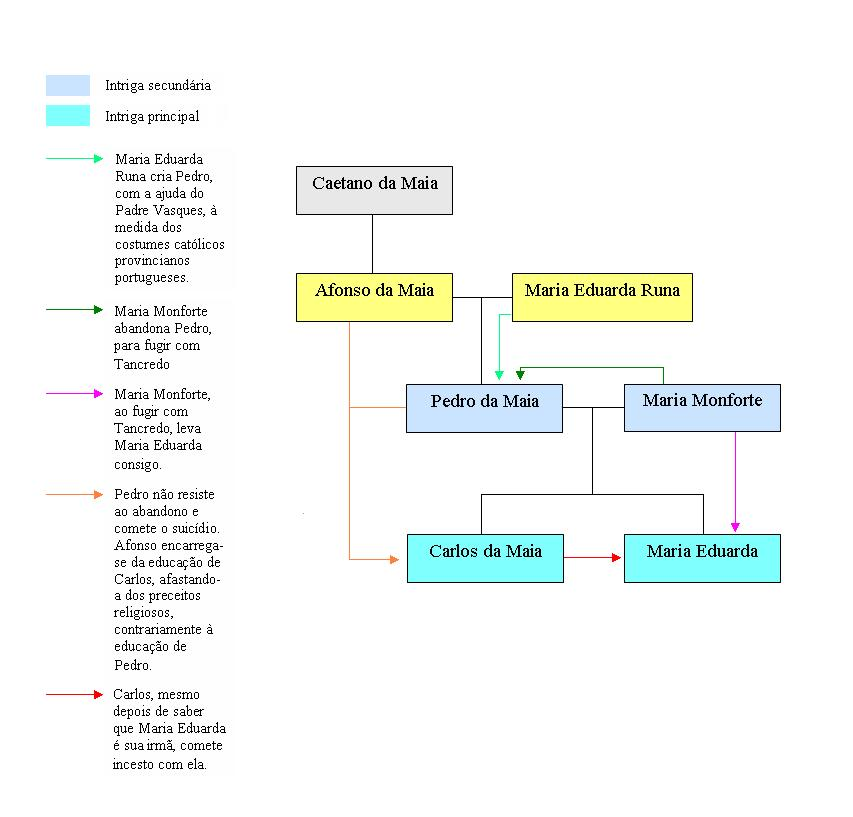
Arbre généalogique des Maia

## Résumé
Le roman commence en 1875, alors que le jeune Carlos da Maia, diplômé de médecine à Coimbra, emménage avec son grand-père, Afonso da Maia, dans une vieille maison de Lisbonne, le Ramalhete. Le jeune homme est le fils de Pedro da Maia, qui s'est suicidé bien des années auparavant, après que sa femme Maria Monforte l'eut quitté pour un Italien, emmenant avec elle leur fille et lui abandonnant Carlos.
Carlos da Maia et son ami João da Ega, jeune original aux ambitions littéraires, passent leur temps en mondanités, au rythme de l'actualité politique et culturelle, et surtout des intrigues amoureuses. Ega fréquente ainsi Raquel Cohen, tandis que la comtesse de Gouvarinho poursuit Carlos de ses assiduités. On croise aussi diverses figures politiques et culturelles, comme Alencar, poète vieillissant, romantique incorrigible affirmant son aversion pour Zola, et Cruges, musicien, admirateur des grands classiques européens, et bien seul à comprendre son art à Lisbonne.
Mais Carlos est bientôt captivé par une nouvelle figure féminine belle et mystérieuse, femme d'un riche Brésilien, Castro Gomes. Alors qu'il ne réussit pas à être introduit auprès d'elle par son ami Dâmaso Salcede, figure du parvenu vulgaire et sans éducation, on fait un jour appel à lui pour soigner la gouvernante anglaise de la famille. Castro Gomes est en voyage : sa femme, Maria Eduarda, se lie à Carlos. Ce n'est qu'après plusieurs semaines que débute véritablement une liaison, au grand dépit de Dâmaso qui se laisse aller à répandre des calomnies sur le couple.
Tout change lorsque Castro Gomes rentre de voyage. Entendant la rumeur courir sur la liaison de Maria Eduarda et de Carlos, il apprend à ce dernier que Maria Eduarda n'a jamais été sa femme, mais sa maîtresse, qu'il a jusqu'ici entretenue, et que la fille de Maria Eduarda, Rosa, a pour père un ancien amant. Sous le choc, Carlos décide pourtant de vivre sa passion totalement et projette de se marier avec Maria Eduarda.
Quelque temps plus tard, pourtant, la tragédie éclate. Ega se voit remettre par Guimarães, oncle de Dâmaso, Portugais exilé à Paris et qui se dit proche de Gambetta, un coffret contenant divers documents appartenant à la mère de Carlos. Surtout, Guimarães lui apprend que Maria Eduarda n'est autre que la fille de Maria Monforte, ce qui fait d'elle la sœur de Carlos. Le lecteur vit le calvaire d'Ega, aidé par l'intendant des Maia, Vilaça. Ils doivent en effet révéler à son ami Carlos l'infamie de cet inceste et l'impossibilité de cet amour passionné. Informé également, Afonso da Maia, abattu par la révélation et par le sort malheureux des Maia, meurt subitement dans son jardin. Carlos se refuse d'abord à admettre les faits, puis à agir comme il se doit ; mais, gagné par le dégoût, il décide finalement de rompre et de révéler leurs liens familiaux à Maria Eduarda, qui quitte précipitamment Lisbonne.
Dans le dernier chapitre, en épilogue, le lecteur assiste au retour à Lisbonne de Carlos, en 1886 : après de longs voyages qui l'ont amené ainsi qu'Ega aux confins de l'Orient, le dernier des Maia revisite son Portugal natal, alors qu'il réside à Paris, consacrant sa vie à des plaisirs de rentier célibataire. On apprend également que Maria Eduarda s'est mariée à un noble vieillissant de la province française. Carlos et Ega déambulent dans Lisbonne, sans but.

## Analyse

### Le chef-d'œuvre de Queiroz
Les Maia sont généralement considérés comme le plus grand roman d'Eça de Queiroz,,. Saga familiale, roman d'amour et fresque sociale, Les Maia sont nourris des thèmes qui hantent l'auteur, qui y a mis, selon son expression, « tout ce qu'il avait dans le sac » : la fatalité de l'inceste, l'inconduite des femmes, la faiblesse des hommes, mais aussi la noble figure du grand-père et la solidité de l'amitié. La personnalité de l'auteur transparaît donc dans ce roman ; le drame familial de Carlos reflète la souffrance d'Eça, bâtard marqué par une sévère éducation catholique, tandis que le personnage d'Ega est un double de l'auteur ou plutôt « l'auteur lui-même se regardant avec un sourire », s'appropriant jusqu'au projet de « mémoires d'un atome » conçu par le jeune Eça lors de ses études à Coimbra.
Les Maia reflètent enfin les conceptions d'Eça qui, prenant ses distances avec Proudhon et Zola, dépeint les maux de son pays sans esquisser la moindre réponse, en dilettante et en artiste.

### Un sommet naturaliste
L'inscription des Maia dans l'héritage courant réaliste et naturaliste ne fait aucun doute, en témoignent les débats entre les personnages, Carlos, Ega et le poète Alencar, dont le lyrisme compassé et l'opposition frontale et dérisoire à Zola n'échappent pas au ridicule. Queiroz compose ainsi une vaste fresque sociale, dont la finesse et la précision sont signalées.
L'esthétique naturaliste est cependant adaptée de façon libre, assumant l'influence de l'humour et de l'ironie de la littérature anglaise. Sans rejeter son héritage romantique, Eça de Queiroz dépasse en fait, dans Les Maia, les deux tendances littéraires incarnées par Alencar et Ega.

## Éditions et traductions
- Porto, Livraria Internacional de Ernesto Chardron, Lugan e Genelioux, 1888
- Porto, Lello, 1945
- Trad. française Paul Teyssier, Paris, Club Bibliophile de France, 1956 (2 vol.)
  - 2e éd., Paris, Fondation Calouste Gulbekian / Presses Universitaires de France, coll. « Poètes et prosateurs du Portugal », 1971 (2 vol.)
  - 3e éd., Société des Éditions Portugaises, 1982
  - 4e éd., Paris, Chandeigne, 1996

## Adaptations
- Os Maias, série télévisée en quarante épisodes (2001), produite par Rede Globo. Adaptation de Maria Adelaide Amaral, réalisation de Luiz Fernando Carvalho.
- Os Maias, série de pastels de Paula Rego, exposée à Londres.
- Os Maias, long-métrage de João Botelho (2014)